# Іоанн Чеський
Іоанн Пустельник, Іоанн Чеський — святий, перший чеський пустельник, імовірно — син князя бодричів Гостомисла, який загинув у 844 році в битві з військами Людовіка Німецького. Іоанн прожив 42 роки в печері в чеських лісах неподалік Праги, після чого зустрів князя Боривоя I, чоловіка Св. Людмили Чеської, причастився Святими Тайнами в церкві в замку Тетін і незабаром помер. За переказами, Боривой збудував каплицю під скелею, в якій знаходилася печера пустельника. На місці каплиці потім було збудовано велику церкву і засновано монастир. У 1584 році монахами монастиря знайдено мощі Св. Іоанна, приховані братією за часів гуситських воєн. Входить до списку Собору Карпаторуських святих.
Відомі три його житія:
- слов'янська легенда «про пустельника Івана короловича корвацького», є частиною т. з. «Рукописи Румянцевського музею», що виник на Малій Русі в XVI–XVII ст.
- легенда капітульна
- у «Чеській Хроніці» (1541) Вацлава Гайка з Либочан

## Слов'янська легенда
Боривій, князь моравський, християнин грецького обряду, якось на полюванні побачив лань і застрелив її з лука. Застрелена лань побігла і, добігши до великого густого лісу під горами, з яких текла чиста вода, лягла. І вилилося з неї молока стільки, що люди Боривія напилися того молока досхочу. Незабаром зійшов з гір тих чоловік страшний і кудлатий і звернувся до Боривія, називаючи його на ім'я: «Навіщо ти мою лань убив?» Князь же й люди з ним неабияк злякалися. Запитав його князь: Хто ти? І що ти тут робиш? Він же відповів: «Я Іван Хорватський, живу в цій пустелі, служачи богу ось уже 42 роки, ніхто мене до цього дня не бачив крім тебе. А цей звір мені дано Богом для харчування». І покликав його Боривій з собою, щоб нагодувати. Він відповів: «Прийшли до мене священика». І послав йому Боривій священика та коня. Він же на коня не сів, пішов пішки до храму, причастився святих таїн, а іншого нічого не їв і не пив. Потім знову повернувся до своєї пустелі, де й жив. Взявши ж чорнило і папір, написав їм, що він — син короля корватського. І встав, і був з честю похований Боривієм. Після поховання його дарував Бог багато зцілення людям.

## Капітульна легенда
За даними капітульної легенди, демони спокушали самітника і він вирішив залишити свою пустель, але йому з'явився Св. Іоанн Хреститель і дав йому хрест «на прогнання будь-яких супостатів».

## Галерея

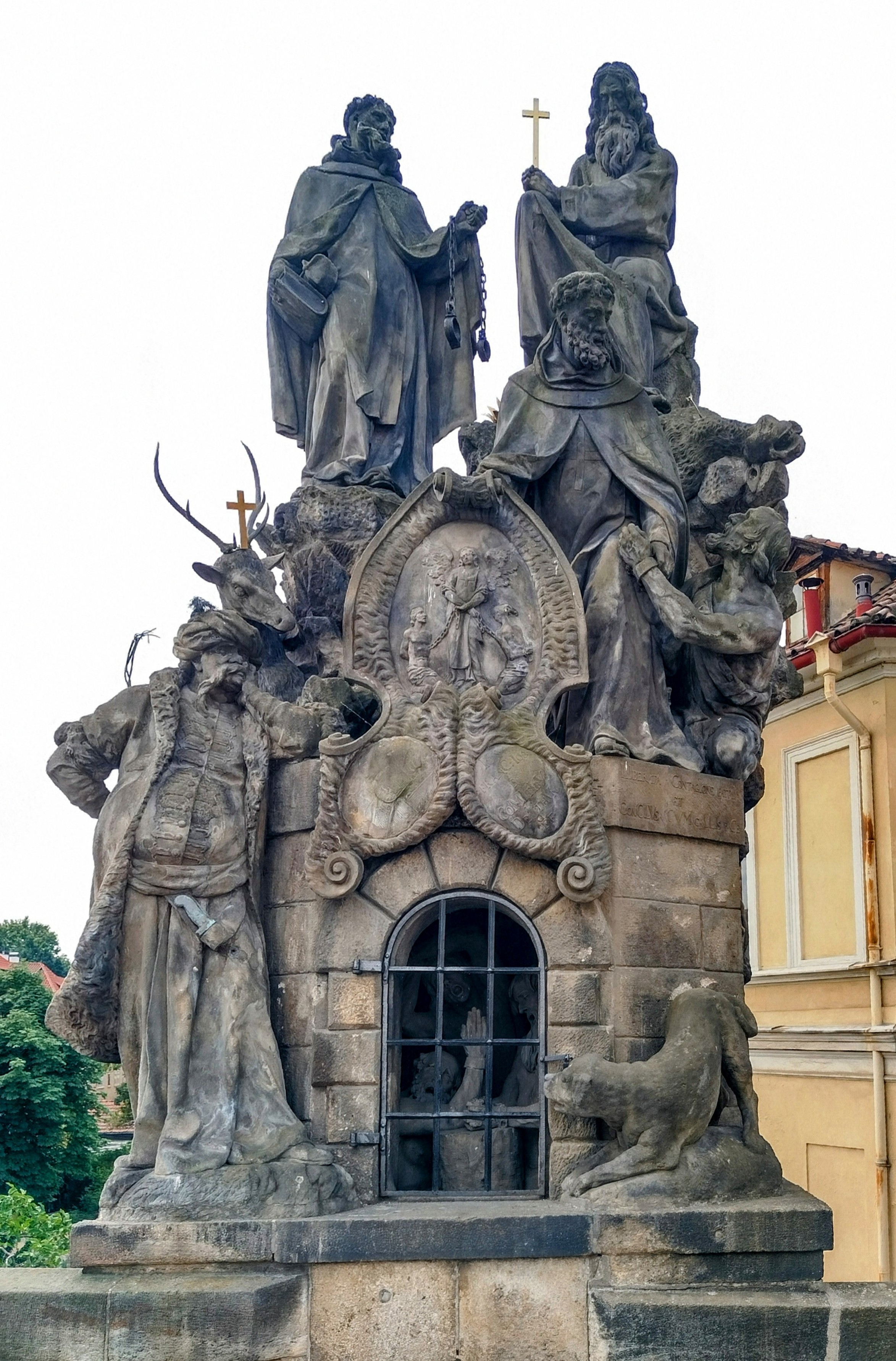
Святі Іоанн де Мата, Фелікс де Валуа та Іоанн Чеський. Карлів міст, Прага